# Dendropupoidea
Dendropupoidea is een uitgestorven superfamilie van weekdieren uit de klasse van de Gastropoda (slakken).

## Taxonomie
De volgende taxa zijn in de superfamilie ingedeeld:
- Familie  † Dendropupidae Wenz, 1938
  - Geslacht  † Dendropupa Owen, 1861
    -  † Dendropupa primaeva Matthew, 1894
      - = Pupa primaeva Matthew, 1894

    -  † Dendropupa vetusta  Dawson, 1860
      - = Pupa vetusta Dawson, 1860
- Familie  † Anthracopupidae Wenz, 1938
  - Geslacht  † Anthracopupa Whitfield, 1881
    -  † Anthracopupa ohioensis Whitfield, 1881